# Serra D'Arga
Serra D'Arga este o arie protejată (sit de importanță comunitară — SCI) din Portugalia întinsă pe o suprafață de 4.475,76 ha, integral pe uscat.

## Localizare
Centrul sitului Serra D'Arga este situat la coordonatele 41°49′00″N 8°43′00″W / 41.8167°N 8.7166°V.

## Înființare
Situl Serra D'Arga a fost declarat sit de importanță comunitară în octombrie 1998 pentru a proteja 1 specie de plante și 14 specii de animale.

## Biodiversitate
Situată în ecoregiunea atlantică, aria protejată conține 9 habitate naturale: Pajiști umede atlantice temperate cu Erica ciliaris și Erica tetralix, Pajiști uscate europene, Formațiuni ierboase bogate în specii de Nardus, dezvoltate pe substraturi silicioase în zone montane (și în zone submontane, în Europa continentală), Fânețe de joasă altitudine (Alopecurus pratensis, Sanguisorba officinalis), Mlaștini turboase de tranziție și turbării mișcătoare, Depresiuni pe substraturi de turbă de Rhynchosporion, Pante stâncoase silicioase cu vegetație casmofită, Roci stâncoase cu vegetație pionieră de Sedo-Scleranthion sau Sedo albi-Veronicion dillenii, Păduri de stejar galițio-portugheze cu Quercus robur și Quercus pyrenaica.
La baza desemnării sitului se află mai multe specii protejate:
- plante (1): Narcissus cyclamineus
- amfibieni (2): Chioglossa lusitanica, Discoglossus galganoi
- mamifere (4): lupul (Canis lupus), Galemys pyrenaicus, liliacul mare cu potcoavă (Rhinolophus ferrumequinum), liliacul mic cu potcoavă (Rhinolophus hipposideros)
- nevertebrate (4): Coenagrion mercuriale, fluturele auriu (Euphydryas aurinia), Euplagia quadripunctaria, Oxygastra curtisii
- pești (3): Achondrostoma oligolepis, Pseudochondrostoma duriense, Rutilus arcasii
- reptile (1): Lacerta schreiberi

Pe lângă speciile protejate, pe teritoriul sitului au mai fost identificate 18 specii de plante, 6 specii de amfibieni, 2 specii de mamifere, 1 specie de pești, 3 specii de reptile.